# SACI
O SACI (Sistema de Apoio ao Combate de Incidentes) é um robô criado pelo engenheiro Roberto Macêdo fruto de seu trabalho de conclusão do curso de Engenharia Eletrônica da Universidade de Fortaleza (UNIFOR).
Este robô tem a finalidade de auxiliar o Corpo de Bombeiros ou Brigadistas e é equipado com um canhão capaz de lançar névoa, jato sólido ou espuma a uma distância de até 180 metros de seu operador.
O SACI hoje é considerado o robô com maior capacidade de vazão do mundo (8.400 litros por minuto). E já recebeu várias premiações, como o Prêmio Finep de Inovação Tecnológica de 2005 na categoria produto, o Prêmio Petrobras de Tecnologia 2005, o Prêmio da Confederação Nacional da Indústria 2005 e o Prêmio Werner Von Siemens 2006.